# داني ساباني
داني ساباني (مواليد 15 نوفمبر 1970) هو ممثل بريطاني، عُرف لمشاركته في أعمال مثل دكتور هو، بيني دريدفول، التاج، حرب النجوم: الجيداي الأخير والنمر الأسود.

## روابط خارجية
- داني ساباني على موقع IMDb (الإنجليزية)
- داني ساباني على موقع ألو سيني (الفرنسية)
- داني ساباني على موقع أول موفي (الإنجليزية)
- داني ساباني على موقع قاعدة بيانات الأفلام السويدية (السويدية)
- داني ساباني على موقع قاعدة بيانات الفيلم (الإنجليزية)